# كمية أساسية
تُسمَّى تلك القيم الفيزيائية التي تُعدُ أساسًا لنظام قياس كمّي، بالكمّيات الأساسية. ويُعرّف (القاموسُ الدوِّلي لمُصطلحات علم القياس)، القيمة الأساسية بأنها القيمة التي لا يُمكنُ التعبيرُ عنها من خلال قيم أساسيةٍ أخرى. وفي مُلاحظةٍ مُلحقة، أضاف واضعو القاموس الدوّلي لمُصطلحات علم القياس، أنه من المُمكن أن يقوم نظامُ القياس الكمّي على عدة قيم أساسية. يتمُ اختيارُ القيم الأساسية في نظام قياس ما، إما تبعًا للناحية العملية الفيزيائية، أو طبقًا لوجهات نظرٍ تعليمية.
مثالٌ على ذلك:
- تُوجد في نظام الكمّيات الدوّلي ISQ الكمّيات السبعة التالية:

1. الطول
2. الكتلة
3. الزمن
4. شدة التيار الكهربي
5. درجة الحرارة المُطلقة
6. كمية المادة
7. الشدة الضيائية

دائمًا ما يكونُ نظام الكمّيات، مُرتبطًا بنظامٍ للوحدات المُتوافقة مع تلك الكمّيات. يُحدّد عددُ الكمّيات الأساسية درجةَ نظام القياس الكمّي وأبعاد نظام الوحدات القياسية. على سبيل المثال، يُعد نظامُ الكمّيات الدولي، نظام قياسٍ من الدرجة السابعة، ويكون نظام الوحدات الدولي SI الخاص به، نظامًا سُباعي الأبعاد.
يتمُ التعبير عن الخوّاص النوعية لكميّة أساسية ما، من خلال بُعدها. ويتمُ تحقيقُ البُعد الخاص بكمّية أساسية من خلال وحدة أساسية، تكونُ موجودةً في نظام الوحدات التابع.
مثالٌ على ذلك:
- تُقاس الكمّية الأساسية (الطول) في نظام الوحدات الدولي بالوحدة الأساسية (المتر)، وفي نظام وحدات سنتيمتر غرام ثانية تُقاس بالسنتيمتر. وسواءٌ كانت الوحدة الأساسية هي المتر أو السنتيمتر، فإن كلاهما يُمثّل في نظام الكمّيات التابع له، بُعدَ الكمية الأساسية (الطول).

وبشكلٍ عام يتمُ تحقيقُ البُعد من خلال وحدة مُلائمة مُتسقة. فدائمًا ما تُعبِّر الوحدةُ الأساسية عن قيمة أساسية. إلى جانب هذا، يُمكن للوحدة الأساسية أن تكون وحدةً مُتّسقة لكمّية مُشتّقة من نفس البُعد.
مثالٌ على ذلك:
- يُعتبر (المتر) في نظام الوحدات الدولي، الوحدة الأساسية للكمِّية الأساسية (الطول). كما يُعتبر (المترُ) وحدةً مُشتقّة لقياس كمية الهطول، والتي يُعبّر عنها بالحجم على المساحة.

يُظهر المثال المذكور أعلاه كمّيتين، يُنظرُ إلى كلٍ منهما على أنه نوعٌ مُختلف من كمّيات القياس، لكن لهما نفسُ الوحدة والبُعد.
وطبقًا لتعريف القاموس الدولي لمُصطلحات علم القياس، فإن الكمِّية المُشتقة في نظام قياس كمّي، هي كمّية يتمُ تعريفها كوظيفةً للكمّيات الأساسية، في حين تكون الوحدةُ المُشتّقة هي وحدة القياس لهذه الكمّية المُشتّقة. تنشأ الوحداتُ المُشتّقة كمُنتج أساس عن الوحدات الأساسية، في حين أنه لا يُمكنُ عن الوحدة الأساسية على أنها مُنتج أساس للوحدات الأساسية الأخرى. أي تعريفاتٍ أخرى للمُصطلح وحدةٌ مُشتقة، لا تمتُ بصلةٍ إلى تعريف الوحدة الأساسية.